# Vincze Ottó (képzőművész)
Vincze Ottó (Kisvárda, 1964. szeptember 24. –) Munkácsy-díjas képzőművész. 

## Életútja
Szentendrén él és dolgozik.
Szentendrén nőtt fel, meghatározó gyerekkori emlékek kötik a városhoz.
A Képzőművészeti Főiskola esti tagozata mellett Szentendrén Barcsay Jenő, Balogh László, Deim Pál, Szántó Piroska műtermét látogatta. Ezek a műtermek jelentették számára az igazi akadémiát.
1987-ben tagja lett a Vajda Lajos Stúdiónak, melynek az ezredforduló után tíz évig elnöke is volt.
Ebben az évben nyert felvételt a Fiatal Képzőművészek Stúdiójába is (ma FKSE).
1988-ban a Szentendrei Grafikai Műhely tagjai közé választották.

1989-ben felvételt nyert az akkori Képzőművészeti Alap festő szakosztályába (ma Magyar Alkotóművészek Országos Egyesülete).

## Díjak, ösztöndíjak
- 2012 Nemzeti Kulturális Alap kiemelt alkotói ösztöndíja
- 2011 A Magyar Grafikáért Alapítvány díja, XXV. Miskolci Grafikai Triennálé
- 2010 Victor Vasarely- ösztöndíj, Magyar Intézet, Párizs
- 2009 Cité Internationale des Arts ösztöndíja, Párizs
- 2008 A Magyar Grafikáért Alapítvány díja, XXIV. Miskolci Grafikai Triennálé
- 2007 Római Magyar Akadémia ösztöndíja
- 2005 Munkácsy-díj
- 2004–2005 Hungart-ösztöndíj
- 2003 a Fővárosi Önkormányzat ösztöndíja, Kunststiftung, Stuttgart
- 1999 DAAD ösztöndíj, Künstlerhauser Worpswede (Németország)
- 1999 a Schleswig-Holsteinische Künstlerhaus ösztöndíja, Eckernförde (Németország)
- 1998 a Soros Alapítvány ösztöndíja, Magyar Intézet, Párizs
- 1997 Art Cologne, Kölni Művészeti Vásár, (támogatott kiállító)
- 1997 Schloss Plüschow ösztöndíja, Mecklenburgische Künstlerhaus, (Németország)
- 1996/97 Künstlerdorf Schöppingen ösztöndíja (Németország)
- 1996 a Fővárosi Önkormányzat ösztöndíja, Frankfurt am Main
- 1996 a Közoktatási és Művelődési Minisztérium díja (Stúdió 96, Budapest, Vigadó Galéria)
- 1995 Magyar Narancs-díj
- 1993–96 Derkovits-ösztöndíj
- 1992 Stúdió-díj (a Fiatal Képzőművészek Stúdiójának díja)
- 1992 a Magyar Hitel Bank Művészeti Alapítványának ösztöndíja
- 1991 Barcsay-díj

## Önálló kiállítások (válogatás)
- 2022 Kifutó modellek, Szentendrei Képtár, Szentendre
- 2019-2020 Vigyázz! Nagyfeszültség!, térinstalláció (1-2. ütem), Kiscelli Múzeum, Budapest
- 2020 Időszaki területrendezés, Borászati Kultúra Háza, Tolcsva
- 2019 A Kopaszka tél múltával (2.ütem) Land Art Művésztelep, Tolcsva
- 2018 A Kopaszka télen (1. ütem) Land Art Művésztelep, Tolcsva
- 2018 River-pool Lacus Felix, avagy a Boldogság tava, Öreg-tó, Tata
- 2017 River-pool Giudecca, 57. Velencei Képzőművészeti Biennálé, Velence, Giudecca
- 2016 River-pool, Szentendrei Duna-ág (9-10 fkm)
- 2015 Optimalizált távkapcsolat, grafikai munkák, Ferenczy Múzeum, Szentendre
- 2013 Ex Nihilo, Molnár Ani Galéria, Budapest
- 2012 Franz Reichelt emlékév 2012. / 2012 – Année Franz Reichelt – Párizsi Magyar Intézet / Institut hongrois
- 2011 Pionír lendület, Infopark (A épület), Budapest
- 2010 Kognitív mentés, Paksi Képtár
- 2010 „Mint víz alatt énekelni”, Park Galéria, MOM Park, Budapest
- 2008 Stallumok II., Tragor Ignác Múzeum, Görög Templom Kiállítóterem, Vác
- 2008 „Tiszta képet látok“, Óbudai Társaskör Galéria, Budapest
- 2004 „Faragott kép“, Művészetek Háza, Pécs
- 2004 Magyar Intézet, Stuttgart
- 2003 Parthenon-fríz Terem, Magyar Képzőművészeti Egyetem, Budapest
- 2002 Közelítés Galéria, Pécs
- 2002 Kulturzentrum NAIRS, Scuol (Svájc)
- 2001 MAMű Galéria, Budapest
- 2000 Skulpturenpark Katzow (Németország)
- 1999 Schleschwig-Holsteinische Künstlerhaus, Eckernförde (Németország)
- 1998 „Séma II”, Szentendrei Képtár
- 1998 „Séma”, Óbudai Társaskör Galéria, Budapest
- 1997 Galérie F6, Künstlerdorf Schöppingen (Németország)
- 1996 Téli Galéria, Szentendre
- 1995 Köves Évával (Gallery by Night Project), Stúdió Galéria, Budapest
- 1994 Művésztelepi Galéria, Szentendre
- 1992–93 Kótai Tamással (Gallery by Night Project), Stúdió Galéria, Budapest
- 1991 „Alaposan meggondolva”, Stúdió Galéria, Budapest
- 1989 Életünk Galéria, Szombathely
- 1986 Egressy Gábor Művelődési Ház, Ócsa
- 1985 Pest Megyei Művelődési Központ, Szentendre

## Jelentősebb csoportos kiállítások 2000-től
- 2022 Az űr – Alternatív kozmoszok, M21 Galéria, Pécs (Zsolnay Negyed)
- 2019 Végtelen átjáró, A Tolcsvai Természet-művésztelep kiállítása, Művészet Malom, Szentendre
- 2018 Életjel, Art Quarter Budapest, Válogatás az ICA-D (Kortárs Művészeti Intézet Dunaújváros) gyűjteményéből
- 2017 Lét-szekvenciák, Art Capital ’17, Vajda Lajos Múzeum, Szentendre
- 2017 Rádírok, FUGA Galéria, Budapest (Csontó Lajossal, Gábor Imrével)
- 2015 Donaublicke, Donauschwäbisches Zentralmuseum, Ulm
- 2014 Átrendezett valóság. Alkotói stratégiák a magyar művészetben a dada és a szürrealizmus vonzásában, Magyar Nemzeti Galéria, Budapest
- 2013 Lépésváltás – 1945 utáni magyar művészet, újrarendezett állandó kiállítás, Magyar Nemzeti Galéria, Budapest
- 2013 “miafene” 40+1 éves a Vajda Lajos Stúdió, MűvészetMalom, Szentendre
- 2013 Testobjektív, MűvészetMalom, Szentendre
- 2013 Konceptualizmus ma, Konceptuális művészet Magyarországon a kilencvenes évek elejétől, Paksi Képtár
- 2012 Et Lettera – Képeket írni, szavakat rajzolni, Déri Múzeum, Debrecen
- 2011 Asztal., Budapest Galéria Kiállítóháza
- 2009 Affinitás, A dolgok egymáshoz való érzése, Művészetmalom, Szentendre
- 2009 Tolarencie in Art, Meulensteen Art Museum Bratislava–Cunovo–Vodné dielo (Szlovákia)
- 2008 Űrkollázs (a X. Nemzetközi Performance és Nehéz Zenei Fesztivál társrendezvénye), Művészetmalom, Szentendre
- 2008 „Ahogy a varrócérna kerüli a gombot“, Iparművészeti Múzeum, Budapest
- 2008 „Koncept koncepció szemelvények”, Vasarely Múzeum, Budapest
- 2008 Intermodem, Intermédia öt kontinensről, MODEM, Debrecen
- 2007 „Art In Act”, Válogatás a Paksi Képtár anyagából, Modern Képtár, Paks
- 2007 Abszolút fal, Művészet Malom, Szentendre (a IX. Nemzetközi Performance Fesztivál társrendezvénye)
- 2007 Spazi Aperti 5, Római Román Akadémia, Róma
- 2006 „Túl korai még, vagy már túl késő……”, Vajda Lajos Stúdió, Szentendre
- 2006 „Kód”, Művészetmalom, Szentendre (a VIII. Nemzetközi Performance Fesztivál társrendezvénye)
- 2006 „Einschluss II.”, Erfurt (Németország)
- 2005 Einschluss Project, Erfurt
- 2003 Toleranz Project, Kunstverein, Zella-Mehlis (Németország)
- 2003 „Rúzs”, Szombathelyi Képtár, Szombathely
- 2002 XX. századi magyar művészet Szentendréről nézve. Válogatás a Ferenczy Múzeum gyűjteményéből, Művészetmalom, Szentendre
- 2002 „100 éves a Vajda Lajos Stúdió”, jubileumi kiállítás, Műcsarnok, Budapest
- 2001 „Klíma”, Műcsarnok, Budapest
- 2001 „Magyart” – Contemporary Hungarian Art, Jyvaskyla Art Museum and Craft Museum of Finland
- 2000 Média-Modell, Műcsarnok, Budapest

## Művek közgyűjteményekben
- Magyar Nemzeti Galéria, Budapest
- Fővárosi Képtár, Kiscelli Múzeum
- Déri Múzeum, Debrecen
- Ferenczy Múzeum, Szentendre
- Modern Művészetért Alapítvány, Dunaújváros
- Modern Képtár, Paks
- Janus Pannonius Múzeum, Modern Magyar Képtár, Pécs
- Városi Képtár, Győr
- Künstlerdorf Schöppingen, Észak-Rajna–Vesztfália
- Skulpturenpark Katzow, Németország
- Modem, Debrecen
- Magyar-Tár-Ház, Szihalom